# Medal of Honor: Vanguard
Medal of Honor: Vanguard – gra komputerowa z gatunku strzelanek pierwszoosobowych, wyprodukowana i wydana w 2007 przez Electronic Arts jedynie na sprzęt konsolowy.

## Fabuła[1]
Gracz wciela się w rolę kaprala Franka Keegana – członka amerykańskiej 82 Dywizji Powietrznodesantowej.
Podczas II Wojny Światowej główny bohater działa wraz z innymi żołnierzami na terenie Europy.
Najpierw ląduje na Sycylii, następnie przemieszcza się m.in. nad Ren, aby wziąć udział w operacji o kryptonimie Varsity.
Wszystkie scenariusze są zgodne z realiami historycznymi, a gracz ma do dyspozycji autentyczną broń z okresu II Wojny Światowej.